# Crassopleura maravignae
Crassopleura maravignae é uma espécie de gastrópode do gênero Crassopleura, pertencente à família Drilliidae.